# Nieden
Nieden er en by og kommune i det nordøstlige Tyskland, beliggende i Amt Uecker-Randow-Tal i den sydøstlige del af Landkreis Vorpommern-Greifswald. Landkreis Vorpommern-Greifswald ligger i delstaten Mecklenburg-Vorpommern.

## Geografi
Nieden der er en af de mindste kommuner i landkreisen, ligger på de jævne skråninger af en randmoræne, der løber i nord-sydlig retning ved østbredden af floden Uecker. Floden danner en del af kommunens vestgrænse. Kommunen er beliggende ved delstatsgrænsen til Brandenburg og ligger ca. midtvejs mellem byerne Pasewalk og Prenzlau.
Langs Ueckerdalen går vejforbindelsen mellem Pasewalk und Prenzlau, Bundesstraße B 109. Motorvejsfrakørslen Pasewalk-Süd på A 20 ligger 3 km fra byen. Nærmeste banegård er Nechlin i kommunen Uckerland, der ligger på vestsiden af Uecker i den brandenburgske Landkreis Uckermark.

## Eksterne kilder og henvisninger
- Wikimedia Commons har flere filer relateret til Nieden
- Kommunens side på amtets websted
- Befolkningsstatistik mm (Webside ikke længere tilgængelig)